# The God of High School
The God of High School (en hangul, 갓 오브 하이 스쿨; romanización revisada, Gahd Obu Hai Sukool) es un webtoon de Corea del Sur escrito por Yongje Park. The God of High School se publicó por primera vez en Naver Webtoon el 8 de abril de 2011, y ha estado en curso desde entonces; fue uno de los primeros webtoons en recibir una traducción al inglés en el lanzamiento de la aplicación y el sitio web Line Webtoon en julio de 2014. Desde entonces, ha recibido un juego móvil y un video de animación original adjunto a la banda sonora original del juego mencionado anteriormente. En febrero de 2020, se anunció una adaptación al anime bajo la animación del estudio MAPPA y se emitió el 6 de julio al 28 de septiembre de 2020.

## Argumento
Jin Mo-ri es un artista marcial de 17 años de Seúl, Corea del Sur. Al comienzo de la historia, es invitado a unirse a un torneo de artes marciales llamado "The God of High School". El evento, patrocinado por una sombría corporación, reúne a personas de todo Corea del Sur a nivel regional y luego nacional, para seleccionar tres representantes para el Torneo Mundial. Como premio, la corporación anfitriona cumple un deseo al ganador, sin hacer preguntas.
Esto intriga a Mo-ri, y a medida que continúa a través del torneo, se encuentra con muchos competidores, tan fuertes o más fuertes que el, cada uno con una forma diferente de pelear. Durante las rondas de apertura, se encuentra con otros dos prodigios de artes marciales: el experto en full-contact karate Han Dae-wi y la maestra de espada Yu Mi-ra. Estos dos se harían amigos de Jin Mo-ri después de sus peleas con él, y se unirán después de las rondas preliminares. A medida que terminan las rondas preliminares del torneo, y los equipos se reúnen, los planes de muchas personas diferentes dentro de la organización, y aquellos que se enfrentan a ellos comienzan a hacer sus movimientos para lograr sus objetivos.

## Personajes
Jin Mo-ri/El Rey Mono
 Seiyū: Tatsumaru Tachibana, Miguel Ángel Leal (español latino)
Jin Mo-Ri es un feliz artista marcial de 17 años de Seúl, Corea del Sur, que practica una versión ficticia del arte marcial coreano Taekwondo llamada Renewal Taekwondo (en coreano: 리뉴얼 태권도), más tarde acortado a Re-Taekwondo. Despreocupado, amistoso y (con razón) autoproclamado "tipo fuerte" (coreano: 쎈놈), Mo-Ri participa en el torneo GOH para poder luchar contra oponentes fuertes. Más adelante en la serie, después de que se presenta el místico "Poder prestado", Mo-Ri es etiquetado como un luchador genuino, lo que significa que usa las artes marciales para luchar en lugar de tomar prestado el poder de otros seres, de ahí el nombre de Poder prestado. Sin embargo, la razón por la que Mo-Ri es tan poderoso se debe a su verdadera identidad del mítico Sun Wukong, inspirado en la antigua novela china Viaje al Oeste, al igual que Goku de la serie de manga Dragon Ball.
Han Dae-wi
 Seiyū: Kentarō Kumagai, Óscar López (español latino)
Han Dae-Wi es un artista marcial de 17 años de Seúl, Corea del Sur, que practica Kyokushin Karate. Fue enseñado por el creador del estilo de lucha Mas Oyama. Dae-Wi comienza la serie como un joven que trabaja para pagar la factura del hospital de su mejor amigo debido a un cáncer terminal. Después de ser invitado al torneo GOH, Dae-Wi participa para curar a su amigo. Su poder prestado es el de un Haetae, una criatura mítica con la capacidad de controlar el agua como una herramienta defensiva, un arma, o herramienta curativa, además de aumentar sus ataques.
Yoo Mi-ra
 Seiyū: Ayaka Ōhashi, Monserrat Mendoza (español latino)
Yoo Mi-Ra es una espadachina de 17 años de Seúl, Corea del Sur y la 25a maestra de un estilo de espada ficticia llamada Moonlight Sword, (coreano: 월 강도) que enfatiza ataques fuertes pero fluidos. Inicialmente se une al Torneo GOH para cumplir su deseo de encontrar un esposo adecuado para continuar con la línea de sangre de su escuela. El poder prestado de Mira es de un antiguo general chino llamado Lü Bu, que se basa libremente en la figura histórica del mismo nombre. Este poder le da varias habilidades, como una mayor fuerza y la capacidad de convocar a un caballo rojo.
Park Mu-bong/Jin
 Seiyū: Daisuke Namikawa, Elliot Leguizamo (español latino)
Park Mu-Jin es retratado como la figura a cargo del torneo "The God of High School" en Corea del Sur. En la serie, actúa como un personaje inteligente diseñando planes para lograr su objetivo de obtener poder.  Su poder prestado se llama "Longinus' Hand", que se manifiesta como dos cruces amarillas que aparecen en cada una de las manos de Mu-Jin. El nombre de "Longinus' Hand" se basa libremente en Longinus, el soldado romano de la historia cristiana que dijo haber perforado el costado de Jesús durante la Crucifixión, de ahí las cruces en las manos del personaje. "Longinus' Hand" le permite controlar la gravedad y crear un escudo defensivo.
Jin Tae-jin
Jin Tae-jin es el abuelo adoptivo del protagonista de la serie Jin Mo-Ri, y el hombre que le enseñó a Mo-Ri su especialidad de Re-Taekwondo. Probablemente es el artista marcial más fuerte de la serie, Tae-Jin es el creador y único maestro del ficticio Taekwondo Renewal. También conocido como el "Dios del combate", Tae-Jin derrotó a "The Six" sin siquiera recurrir a su "Poder prestado". Como el capitán de un grupo de soldados de élite enviado en una misión para infiltrarse en Corea del Norte, encontró a un Mo-Ri bebé encerrado dentro de un caparazón verde transparente y custodiado por un humanoide gigante con forma de mono bípedo. Siendo el único sobreviviente de la misión, Tae-Jin regresó a casa y crio a Mo-Ri como su propia familia.
Park Il-pyo
 Seiyū: Kōki Uchiyama, Ángel Rodríguez (español latino)
Park Il-pyo es un chico de 18 años que compite en el torneo "The God of High School". Se lo presenta como un luchador frío y calculador que usa una versión ficticia del arte marcial tradicional coreano de Taekkyon llamado Ssamsu-Taekkyon (coreano: 쌈수 택견). Más tarde actúa como un aliado de Jin Mo-Ri y lo ayuda a superar muchas dificultades en la serie.
Baek Seung-cheol
 Seiyū: Yūya Uchida
Baek Seung-cheol es presentado como un participante de 18 años en el torneo "The God of High School" que usa un bate de béisbol de metal como arma. Seung-Cheol tiene un intelecto de nivel genio y un acondicionamiento físico máximo capaz de predecir los movimientos de un oponente y de cambiar la dirección de su swing. Esto hace que su estilo de lucha sea poco ortodoxo e impredecible para aquellos con quienes está luchando. Más adelante en la serie, Seung-Cheol gana el favor de Oxen King y ella se convierte en su poder prestado, dándole una mayor fuerza, velocidad y durabilidad. El personaje de Oxen King es una combinación de los personajes de Viaje al Oeste Bull King y su esposa Princess Iron Fan.

### Poder prestado
Dentro del webtoon The God of High School, los humanos son capaces de hacer contratos con dioses y otros seres divinos para tomar prestada una parte de su poder para mejorar físicamente y obtener poderes sobrenaturales. Cada dios u otros seres divinos presta diferentes poderes a sus contratistas o descendientes, un ejemplo dentro del cómic es Thor, que le da a su contratista Anna la capacidad de volar, fuerza sobrehumana y velocidad. Unos pocos individuos seleccionados pueden hacer un "Contrato directo" con su ser divino, prestando al humano más poder y, a veces, un elemento utilizado originalmente por dicha figura.

## Videojuego
El 21 de mayo de 2015, YD Online, una compañía de desarrollo de juegos de Corea del Sur, lanzó un juego para móviles que contiene los personajes del webtoon The God of High School.

### Video Musical
El 11 de agosto de 2016 se lanzó un video musical de la banda sonora original del juego en el canal de YouTube de 1theK con la cantante Younha como vocalista principal.

## Anime
Se anunció una adaptación al anime en febrero de 2020. MAPPA está animando la serie, con Sola Entertainment proporcionando gestión de producción. El anime está dirigido por Park Sunghoo, con guiones de Kiyoko Yoshimura, Manabu Akita diseñando a los personajes y Arisa Okehazama componiendo la música. Crunchyroll está produciendo la serie. El tema de apertura es "Contradiction feat. Tyler Carter" de KSUKE, y el tema de cierre es "WIN." interpretado por CIX. Se estrenó el 6 de julio y finalizó el 28 de septiembre de 2020 en Tokyo MX, AT-X y AbemaTV. Muse Communication obtuvo la licencia de la serie en el sudeste asiático y el sur de Asia y la lanzó en su canal de YouTube Muse Asia y en iQIYI.
El 1 de diciembre de 2022, Crunchyroll anunció que la serie recibió un doblaje en español latino, que se estrenó el 8 de diciembre.

## Recepción
Después de su lanzamiento en Naver, en coreano, y en Line Webtoon, con la traducción oficial al inglés, The God of High School fue recibido con amor y adoración por parte de lectores y críticos. Un lector en el sitio web Anime-Planet expresó: "El arte en [The God of High School] es probablemente uno de los mejores. Es típico de los webtoons coreanos, especialmente los de Naver, estar a todo color con un moderno CG/sombreado. Los colores son útiles en esta serie para ayudar a distinguir los personajes, porque muchos se introducen pero tienen roles relativamente menores en la progresión de la trama".